# Germano V
Germano V (al secolo George Kavakopoulos) (Istanbul, 6 dicembre 1835 – Istanbul, 28 luglio 1920) è stato un arcivescovo ortodosso greco con cittadinanza ottomana, che ha ricoperto la carica di patriarca ecumenico di Costantinopoli dal 1913 al 1918.
Nato nel quartiere di Balata, a Istanbul, studiò a Gerusalemme, Atene e alla Scuola Teologica di Halki, nella quale si laureò nel 1863. Nello stesso anno fu ordinato diacono; nel 1864 diventò arcidiacono del patriarca Sofronio.
Fu eletto vescovo di Kos nel 1867. In seguito gli furono affidate le sedi di Rodi (dal 1876 al 1888), Eraclea (dal 1888 al 1897) e Calcedonia (dal 1897 al 1913). Il 28 gennaio 1913 fu eletto patriarca ecumenico di Costantinopoli.
Il suo carattere  severo e il suo modo di governare autoritario crearono antipatie e crepe all'interno del Sinodo. L'atteggiamento moderato che mantenne durante le persecuzioni cristiane in Tracia e in Asia Minore da parte dei Giovani turchi è attribuito alla sua vecchiaia e alla sua salute traballante, che lo avevano reso meno dinamico che in passato. Tutto ciò ha portato alla creazione di un gruppo di opposizione dei metropoliti all'interno del Sinodo.
Per calmare gli animi decise di tenere una cerimonia funebre "a favore dei caduti e dei dispersi durante il periodo bellico", che però si trasformò in una manifestazione di protesta pubblica contro di lui. Così il 7 ottobre 1918 una grande folla, radunata dagli organizzatori da tutta la città, lo disapprovò all'interno della Chiesa patriarcale. Il 12 ottobre 1918 fu costretto ad abdicare e a ritirarsi nel quartiere di Calcedonia Kadıköy, ad Istanbul, dove morì il 28 luglio 1920 e fu sepolto il 19 dicembre dello stesso anno.
Fu l'ultimo patriarca a ricevere il berati imperiale, il riconoscimento statale da parte del Sultano.
Germano V è autore di un'enciclica che, pubblicata nel 1920, rappresenta una tappa fondamentale per il movimento ecumenico.